# La morte del pulcino
A morte do pintinho (em italiano: La morte del pulcino) é uma obra de arte do artista italiano Antonio Rotta. 
Finalizada em 1878, a pintura, exposta no Museo di arte moderna e contemporânea di Trento e Rovereto (MART), situado em Trento, na Itália, é uma das obras pictóricas mais famosas da Pintura de gênero no mundo.
O trabalho é emprestado ao MART por uma coleção particular. 

## Descrição
Rotta tem interesse na representação da vida cotidiana, encontrando nela uma introspecção da alma humana. Sua obra traz, ainda, a concepção da vida sob a ótica do realismo, exibindo o momento em que a inocência das crianças se perde após, diante da morte, obterem o conhecimento de vida pela primeira vez.

## Inscrição
Assinatura na parte inferior esquerda: Antonio Rotta.